# Мачерата-Кампанья
Мачерата-Кампанья (итал. Macerata Campania) — город в Италии, располагается в регионе Кампания, в провинции Казерта.
Население составляет 10 124 человека (на 2001 г.), плотность населения составляет 1446 чел./км². Занимает площадь 7 км². Почтовый индекс — 81047. Телефонный код — 0823.
Покровителем населённого пункта считается святитель Мартин Турский. Праздник ежегодно празднуется 11 ноября.